# Думас (Арканзас)
Думас (англ. Dumas, Arkansas) — город, расположенный в округе Дешей (штат Арканзас, США) с населением в 5238 человек по статистическим данным переписи 2000 года.

## География
По данным Бюро переписи населения США город Думас имеет общую площадь в 7,77 квадратных километров, водных ресурсов в черте населённого пункта не имеется.
Город Думас расположен на высоте 50 метров над уровнем моря.

## Демография
По данным переписи населения 2000 года в Думасе проживало 5238 человек, 1399 семей, насчитывалось 1977 домашних хозяйств и 2177 жилых домов. Средняя плотность населения составляла около 680,3 человек на один квадратный километр. Расовый состав Думаса по данным переписи распределился следующим образом: 26,62 % белых, 70,02 % — чёрных или афроамериканцев, 0,08 % — коренных американцев, 0,50 % — азиатов, 0,78 % — представителей смешанных рас, 2,00 % — других народностей. Испаноговорящие составили 3,19 % от всех жителей города.
Из 1977 домашних хозяйств в 36,4 % — воспитывали детей в возрасте до 18 лет, 43,9 % представляли собой совместно проживающие супружеские пары, в 23,4 % семей женщины проживали без мужей, 29,2 % не имели семей. 27,4 % от общего числа семей на момент переписи жили самостоятельно, при этом 12,9 % составили одинокие пожилые люди в возрасте 65 лет и старше. Средний размер домашнего хозяйства составил 2,63 человек, а средний размер семьи — 3,19 человек.
Население города по возрастному диапазону по данным переписи 2000 года распределилось следующим образом: 30,1 % — жители младше 18 лет, 10,7 % — между 18 и 24 годами, 24,9 % — от 25 до 44 лет, 21,2 % — от 45 до 64 лет и 13,1 % — в возрасте 65 лет и старше. Средний возраст жителей составил 33 года. На каждые 100 женщин в Думасе приходилось 83,9 мужчин, при этом на каждые сто женщин 18 лет и старше приходилось 78,3 мужчин также старше 18 лет.
Средний доход на одно домашнее хозяйство в городе составил 25 754 доллара США, а средний доход на одну семью — 32 255 долларов. При этом мужчины имели средний доход в 28 396 долларов США в год против 19 363 доллара среднегодового дохода у женщин. Доход на душу населения в городе составил 12 727 долларов в год. 22,6 % от всего числа семей в округе и 28,8 % от всей численности населения находилось на момент переписи населения за чертой бедности, при этом 39,9 % из них были моложе 18 лет и 23,4 % — в возрасте 65 лет и старше.

## Торнадо 2007 года
24 февраля 2007 года в 3 часа дня по центрально-американскому времени на город Думас обрушился торнадо. При прохождении стихии более 40 человек были ранены, а большинство жилых домов и офисов получили значительные повреждения либо были полностью разрушены. В интервью телекомпании CNN представитель местной полиции, в частности, сказал, что «одним из крупнейших работодателей города был наш комбикормовый завод, которого теперь не стало». Впоследствии сенатор США от штата Арканзас Марк Прайор подверг резкой критике Федеральное агентство по управлению в чрезвычайных ситуациях за недостаточные усилия по восстановлению инфраструктуры пострадавшего района.

## Известные уроженцы и жители
- Джим Хайнс — легкоатлет, двукратный чемпион Олимпийских игр 1968 года в Мехико.